# Primi ministri del Pakistan

Stendardo del Pakistan

I primi ministri del Pakistan dal 1947 (data dell'indipendenza dal Regno Unito) ad oggi sono i seguenti.

## Lista
| Primo ministro                                           | Primo ministro | Primo ministro            | Partito                                 | Elezione   | Mandato           | Mandato           |
| Primo ministro                                           | Primo ministro | Primo ministro            | Partito                                 | Elezione   | Inizio            | Fine              |
| -------------------------------------------------------- | -------------- | ------------------------- | --------------------------------------- | ---------- | ----------------- | ----------------- |
|                                                          |                | Liaquat Ali Khan          | Lega musulmana                          |            | 17 agosto 1947    | 16 ottobre 1951   |
|                                                          |                | Khawaja Nazimuddin        | Lega musulmana                          |            | 17 ottobre 1951   | 17 aprile 1953    |
|                                                          |                | Muhammad Ali Bogra        | Lega musulmana                          |            | 17 aprile 1953    | 12 agosto 1955    |
|                                                          |                | Chaudhry Muhammad Ali     | Lega musulmana                          |            | 12 agosto 1955    | 12 settembre 1956 |
|                                                          |                | Huseyn Shaheed Suhrawardy | Lega Popolare Bengalese                 |            | 12 settembre 1956 | 17 ottobre 1957   |
|                                                          |                | Ibrahim Ismail Chundrigar | Lega musulmana                          |            | 17 ottobre 1957   | 16 dicembre 1957  |
|                                                          |                | Feroz Khan Noon           | Partito Repubblicano                    |            | 16 dicembre 1957  | 7 ottobre 1958    |
| Carica abolita (dal 7 ottobre 1958 al 7 dicembre 1971)   |                |                           |                                         |            |                   |                   |
|                                                          |                | Nurul Amin                | Lega Musulmana del Pakistan             | 1970       | 7 dicembre 1971   | 20 dicembre 1971  |
| Carica abolita (dal 20 dicembre 1971 al 14 agosto 1973)  |                |                           |                                         |            |                   |                   |
|                                                          |                | Zulfiqar Ali Bhutto       | Partito Popolare Pakistano              | 1973       | 14 agosto 1973    | 5 luglio 1977     |
| Carica abolita (dal 5 luglio 1977 al 24 marzo 1985)      |                |                           |                                         |            |                   |                   |
|                                                          |                | Muhammad Khan Junejo      | Lega Musulmana del Pakistan             | 1985       | 24 marzo 1985     | 29 maggio 1988    |
| Carica abolita (dal 29 maggio al 2 dicembre 1988)        |                |                           |                                         |            |                   |                   |
|                                                          |                | Benazir Bhutto            | Partito Popolare Pakistano              | 1988       | 2 dicembre 1988   | 6 agosto 1990     |
|                                                          |                | Ghulam Mustafa Jatoi      | Partito Popolare Nazionale              |            | 6 agosto 1990     | 6 novembre 1990   |
|                                                          |                | Nawaz Sharif              | Lega Musulmana del Pakistan (N)         | 1990       | 6 novembre 1990   | 18 aprile 1993    |
|                                                          |                | Balakh Sher Mazari        | Partito Popolare Pakistano              |            | 18 aprile 1993    | 26 maggio 1993    |
|                                                          |                | Nawaz Sharif              | Lega Musulmana del Pakistan (N)         |            | 26 maggio 1993    | 18 luglio 1993    |
|                                                          |                | Moeenuddin Ahmad Qureshi  | Indipendente                            |            | 18 luglio 1993    | 19 ottobre 1993   |
|                                                          |                | Benazir Bhutto            | Partito Popolare Pakistano              | 1993       | 19 ottobre 1993   | 5 novembre 1996   |
|                                                          |                | Malik Meraj Khalid        | Indipendente                            |            | 5 novembre 1996   | 17 febbraio 1997  |
|                                                          |                | Nawaz Sharif              | Lega Musulmana del Pakistan (N)         | 1997       | 17 febbraio 1997  | 12 ottobre 1999   |
| Carica abolita (dal 12 ottobre 1999 al 21 novembre 2002) |                |                           |                                         |            |                   |                   |
|                                                          |                | Zafarullah Khan Jamali    | Lega Musulmana del Pakistan (Q)         | 2002       | 21 novembre 2002  | 26 giugno 2004    |
|                                                          |                | Chaudhry Shujaat Hussain  | Lega Musulmana del Pakistan (Q)         |            | 30 giugno 2004    | 20 agosto 2004    |
|                                                          |                | Shaukat Aziz              | Lega Musulmana del Pakistan (Q)         |            | 20 agosto 2004    | 16 novembre 2007  |
|                                                          |                | Muhammad Mian Soomro      | Lega Musulmana del Pakistan (Q)         |            | 16 novembre 2007  | 25 marzo 2008     |
|                                                          |                | Yousaf Raza Gillani       | Partito Popolare Pakistano              | 2008       | 25 marzo 2008     | 19 giugno 2012    |
|                                                          |                | Raja Pervaiz Ashraf       | Partito Popolare Pakistano              |            | 22 giugno 2012    | 25 marzo 2013     |
|                                                          |                | Mir Hazar Khan Khoso      | Indipendente                            |            | 25 marzo 2013     | 5 giugno 2013     |
|                                                          |                | Nawaz Sharif              | Lega Musulmana del Pakistan (N)         | 2013       | 5 giugno 2013     | 28 luglio 2017    |
|                                                          |                | Shahid Khaqan Abbasi      | Lega Musulmana del Pakistan (N)         |            | 1º agosto 2017    | 31 maggio 2018    |
|                                                          |                | Nasirul Mulk              | Indipendente                            | ad interim | 1º giugno 2018    | 18 agosto 2018    |
|                                                          |                | Imran Khan                | Movimento per la Giustizia del Pakistan | 2018       | 18 agosto 2018    | 9 aprile 2022     |
|                                                          |                | Shehbaz Sharif            | Lega Musulmana del Pakistan (N)         |            | 11 aprile 2022    | 14 agosto 2023    |
|                                                          |                | Anwar ul Haq Kakar        | Partito Awami del Belucistan            | ad interim | 14 agosto 2023    | 4 marzo 2024      |
|                                                          |                | Shehbaz Sharif            | Lega Musulmana del Pakistan (N)         | 2024       | 4 marzo 2024      | in carica         |